# Wario World
Wario World (jap. ワリオワールド, Wario Wārudo) ist ein Videospiel, das 2003 für den Nintendo GameCube herausgebracht wurde. Es ist Warios erstes Solospiel in 3-D und ein Ableger des fiktiven Super-Mario-Universum.

## Handlung
Wario könnte zufriedener nicht sein. Die Schatzkammer seiner Burg ist voll mit Kostbarkeiten, die er im Laufe der Zeit zusammengetragen hat. Unter all diesen Schätzen befindet sich jedoch ein finsteres Juwel, das unheimliche Kräfte besitzt. Es befördert Wario aus seiner Burg und verwandelt diese in eine riesige, verschlossene Schatztruhe, in der es sich verbirgt. Nebenbei verwandelt es sämtliche von Warios Schätzen in Monster. Aber so leicht gibt sich der dickbauchige Anti-Held nicht geschlagen. Wario macht sich sofort daran, seine Reichtümer und seine Burg wiederzuerlangen.

## Spielprinzip

### Ausgangsort
Wario befindet sich zu Beginn jedes Starts auf einer Plattform, die in der Luft schwebt. Diese Plattform ist in vier Teile geteilt, die große Schatztruhe nicht mitgezählt. Sobald Wario einen Abschnitt der Plattform abgeschlossen hat, öffnet sich ein weiterer.

### Spielmechanik
In jedem Level gilt es, Schätze zu finden. Diese sind in Truhen verborgen, die jedoch erst erscheinen, wenn Wario den Schalter aktiviert, der ebenso gefärbt ist. Wario kann Gegner mit seinen Fäusten schlagen oder sie sogar im Kreis um sich drehen, wodurch er sämtliche Gegner, die ihm zu nahe kommen, auch umwirft. Dieser Move lässt sich auch mit Säulen anwenden, die es in fast jedem Level gibt. Besiegte Gegner hinterlassen Münzen, die Wario schnell einsammeln sollte. Er kann sie auch mit dem Mund einsaugen. In jedem Level – abgesehen von den Boss-Leveln – gibt es goldene Teile zu finden, die eine Statue von Wario darstellen. Diese werden für den weiteren Spielablauf nicht unbedingt benötigt. Anders verhält es sich mit Rubinen, die sich unter Bodenluken befinden, die Wario oft nur öffnen kann, wenn er mit einem Gegner in der Hand eine Stampfattacke darauf ausführt. Diese Rubine sind der Schlüssel zu einem Mini-Boss, der den Ausgang eines jeden Levels bewacht, wofür man wirklich alle Rubine eines Levels braucht.
Fällt Wario innerhalb eines Levels – nicht die Außenwelt oder ein Bonus-Level – von einer Plattform, stürzt er in eine unterirdische Höhle, wo er von unbesiegbaren Wesen, den Eindorns, gejagt wird, denen er nur mit einem Fluchtfeld entkommen kann, das in einer der dort stehen Kisten verborgen ist.
Wenn Wario Schaden erleidet, verliert er ein Herz seiner Energieleiste, das er mit Knoblauch auffüllen kann. Sobald alle Herzen leer sind, erscheint ein Game over, das jedoch erst endgültig wird, wenn Wario keine Münzen mehr zur Verfügung hat. Findet Wario in einem Level alle Schätze, wird seine Energieanzeige um ein halbes Herz erweitert, sodass er im gesamten Spiel vier neue Herzen bekommen kann.

### Helfer
- Wichtlinge: Diese kleinen Wesen sind in Kisten eingesperrt und haben wertvolle Ratschläge für Wario, wenn er sie befreit. In jedem Level sind fünf davon zu finden.
- Knobi-Knauser: Dieser Automat spuckt Knoblauch aus, der Warios Gesundheit wieder auffüllt. Wario muss ihn dazu nur anstoßen, allerdings verlangt der Automat Geld dafür

### Bonus
Wurden alle Schätze eines Levels gefunden, sind in der Außenwelt Minispiele von Wario Ware, Inc. verfügbar, die man sich per Verbindungskabel auf dem Game Boy Advance übertragen kann.

## Kritik
- GamePro: 80 %[1]

„[...]Unterm Strich ein viel zu kurzes, wenig spektakuläres, aber trotzdem spielenswertes GameCub-Debüt von Wario!“